# Kalinin (Adiguesia)
Kalinin (del ruso: Калинин) es un jútor del raión de Maikop en la república de Adiguesia de Rusia. Está situado a orillas del río Giagá, 22 km al norte de Tulski y 12 km al norte de Maikop, la capital de la república. Tenía 236 habitantes en 2010
Pertenece al municipio Krasnoulskoye.